# 5 Gwardyjska Armia
5 Gwardyjska Armia (ros. 5-я гвардейская армия) – związek operacyjny Armii Czerwonej z okresu II wojny światowej.

## Historia
W czasie walk na froncie wschodnim 5 Gwardyjska Armia wchodziła w skład kilku związków operacyjno-strategicznych Armii Czerwonej, w tym 2 Frontu Ukraińskiego. Następnie, będąc w składzie wojsk 1 Frontu Ukraińskiego uczestniczyła w walkach na ziemiach polskich, m.in. w bitwie o Dębicę. Dowodzona była przez gen. płk Aleksieja Żadowa. Funkcję szefa sztabu pełnił gen. mjr Nikołaj Lamin.
Brała udział w walkach na przyczółku baranowsko-sandomierskim i z tego przyczółka 12 stycznia 1945 rozpoczęła natarcie w ramach ofensywy zimowej.
Atakowała w kierunku Szczekocin, które osiągnęła 16 stycznia. Kilka dni później, po walkach zdobyła Kluczbork. 
W rejonie Brzegu toczyła boje z oddziałami niemieckimi i przełamała ich obronę. Będąc nadal w składzie 1 Frontu Ukraińskiego uczestniczyła w operacji berlińskiej zajmując pozycję wyjściową nad Nysą Łużycką. Atak prowadziła w kierunku Elsterwerda. 
Do spotkania oddziałów 5 Gwardyjskiej Armii z oddziałami armii amerykańskiej doszło 25 kwietnia w Torgau (spotkanie nad Łabą).

## Dowództwo armii
Dowódcy:
- gen. płk Aleksiej Żadow

Członkowie Rady Wojennej:
- gen. mjr Abram Kriwulin
- gen. mjr Piotr Sucharew

Szefowie sztabu:
- gen. mjr Nikiłaj Lamin[9]

## Struktura organizacyjna
- 32 Gwardyjski Korpus Armijny, dowódca: gen. por. Aleksandr Rodimcew
- 33 Gwardyjski Korpus Armijny, dowódca: gen. por. Nikita Lebiedienko
- 34 Gwardyjski Korpus Armijny, dowódca: gen. por. Gleb Bakłanow[9][3].